# Пинтелин, Иван Васильевич
Иван Васильевич Пинтелин (1921—2002) — советский военнослужащий. В Рабоче-крестьянской Красной Армии и Советской Армии служил с мая 1941 года по март 1946 года. Участник Великой Отечественной войны. Полный кавалер ордена Славы. Воинское звание — гвардии старшина.

## Биография

### До войны
Иван Васильевич Пинтелин родился 26 марта 1921 года в деревне Дымовский Хутор Скопинского уезда Рязанской губернии РСФСР (ныне территория Милославского района Рязанской области Российской Федерации) в крестьянской семье. Русский. В 1932 году Пинтелины переехали в Москву. Здесь Иван Васильевич в 1935 году завершил семилетнее образование. Затем получил рабочую профессию в школе фабричного ученичества, после чего работал слесарем-механиком на кирпичном заводе в селе Внуково Кунцевского района. В мае 1941 года Кунцевским районным военкоматом Московской области И. В. Пинтелин был призван в ряды Рабоче-крестьянской Красной Армии. Срочную службу проходил на Кольском полуострове в 205-м стрелковом полку 52-й стрелковой дивизии, дислоцировавшемся близ Мончегорска. Здесь его и застало начало Великой Отечественной войны.

### В Заполярье
С началом войны части 52-й стрелковой дивизии по железной дороге были доставлены в Мурманск, а оттуда, переправившись через Кольский залив, по Мишуковской дороге выдвинулись к реке Западная Лица. Здесь 2 июля 1941 года красноармеец И. В. Пинтелин принял свой первый бой с врагом. На этом рубеже, впоследствии получившем название «Долина Славы», дивизия остановила продвижение немецких и финских войск, сорвав планы командования вермахта по захвату Мурманска и Полярного. За отличие в боях 26 декабря 1941 года она была преобразована в 10-ю гвардейскую, а её 205-й стрелковый полк стал 24-м гвардейским.
Образовавшаяся по итогам сентябрьских боёв 1941 года линия фронта на Кольском полуострове оставалась стабильной вплоть до октября 1944 года. До февраля 1942 года 10-я гвардейская стрелковая дивизия занимала позиции на восточном берегу Западной Лицы. Затем она была выведена во второй эшелон 14-й армии и после непродолжительного отдыха и пополнения переброшена на западный берег реки к югу от озера Чапр, где вела позиционные бои до начала Петсамо-Киркенесской операции, периодически пытаясь прорваться на рубеж реки Титовки. К весне 1944 года гвардии красноармеец И. В. Пинтелин, которому оказались не страшны ни вражеские пули, ни суровые морозы, ни цинга, уже два года служил стрелком во взводе пешей разведки. Неоднократно он ходил со своими боевыми товарищами в ночные поиски, вёл разведку вражеских позиций, захватывал языков, участвовал в ожесточённых рукопашных схватках за скалистые сопки, возвышавшиеся над тундрой, лично уничтожив при этом до 13 вражеских солдат. В одной из частных операций дивизии 26 апреля 1944 года в бою за высоту Курдюк гвардеец Пинтелин первым поднялся в атаку и личным примером мужества и отваги увлёк за собой остальных бойцов. Будучи ранен, Иван Васильевич остался в строю. Сделав сам себе перевязку, он помогал санитарам эвакуировать тяжело раненых с поля боя.
Летом 1944 года финские войска потерпели тяжёлое поражение на Карельском перешейке, и в сентябре после сепаратных переговоров с СССР Финляндия вышла из войны. Это кардинально изменило соотношение сил в Заполярье, и командование Карельского фронта начало разработку наступательной операции по разгрому немецких войск в секторе Петсамо. 24-му гвардейскому полку гвардии подполковника В. Ф. Лазарева предстояло прорывать долговременную оборону противника на направлении главного удара фронта в межозёрном дефиле Чапр—Малый Карикъявр. Ключевым узлом обороны немцев на этом участке являлась сильно укреплённая высота Малый Карикайвишь. Штурм высоты в лоб грозил обернуться большими потерями. Исходя из этого, штаб полка разработал план, согласно которому с началом наступления часть сил полка должна была имитировать фронтальную атаку, в то время как другая часть — атаковать немецкие укрепления с тыла. Но для успешного выполнения задуманного нужно было вывести не менее батальона пехоты во вражеский тыл. Эта задача была возложена на взвод пешей разведки и взвод роты автоматчиков полка, которые должны были предварительно зачистить путь через соседнюю сопку Каменистая. В ночь с 3 на 4 октября 1944 года при прочёсывании высоты гвардейцы обнаружили немецкие позиции и смело атаковали их. Гвардии красноармеец И. В. Пинтелин одним из первых ворвался в расположение противника. В ходе короткого рукопашного боя враг был разгромлен, но полностью овладеть сопкой гвардейцам помешали немецкие пулемётчики. Заняв выгодную позицию, они прижали советских бойцов к земле шквальным пулемётным огнём. В сложной боевой обстановке красноармейцы И. В. Пинтелин и Д. С. Советный смогли подобраться к огневой точке и гранатами уничтожили её вместе с расчётом. Благодаря смелым действиям разведчиков боевая задача группы была выполнена. 7 октября 1944 года в ходе начавшейся Петсамо-Киркинесской операции 24-й гвардейский стрелковый полк умелым обходным манёвром и атакой с двух сторон овладел опорным пунктом на горе Малый Карикайвишь. За мужество и героизм, проявленные при захвате сопки Каменистая, приказом от 16 октября 1944 года Иван Васильевич был награждён орденом Славы 3-й степени.
Между тем, прорвав оборону противника, 24-й гвардейский стрелковый полк развил стремительное наступление общим направлением на Луостари, на подручных средствах форсировал реку Титовка и, разгромив совместно с 28-м гвардейским стрелковым полком части прикрытия противника, вышел на рубеж реки Петсамойоки. Немцы пытались здесь задержать дальнейшее продвижение советских войск, но гвардии красноармеец И. В. Пинтелин, произведя разведку местности, обнаружил брод и 14 октября первым форсировал водную преграду. Вместе с группой разведчиков Иван Васильевич скрытно вывел один стрелковый батальон в тыл врага. Разгромив батальон горных егерей из состава 6-й горнострелковой дивизии, гвардейцы заняли стратегически важный перекрёсток дорог к югу от Петсамо и удержали его до подхода основных сил дивизии. В 2 часа ночи 15 октября Пинтелин в составе своего подразделения ворвался в южные кварталы Петсамо и участвовал в освобождении посёлка. После взятия Петсамо 10-я гвардейская стрелковая дивизия была переброшена в северную Норвегию и участвовала в боях за Киркенес. Всего за период наступления гвардии красноармеец И. В. Пинтелин уничтожил 1 пулемёт, истребил 9 солдат неприятеля и ещё 3 взял в плен. За образцовое выполнение боевых заданий командования приказом от 24 ноября 1944 года разведчик был награждён орденом Славы 2-й степени.

### В Померании
После завершения Петсамо-Киркинесской операции 10-я гвардейская стрелковая дивизия была выведена в резерв Ставки Верховного Главнокомандования, а затем переброшена в Померанию, на 2-й Белорусский фронт, где в феврале 1945 года в составе 19-й армии принимала участие в Восточно-Померанской операции. 24 февраля 24-й гвардейский стрелковый полк гвардии подполковника В. Ф. Лазарева прорвал оборону немцев у станции Буххольц и развил стремительное наступление на Руммельсбург. С этого момента и до полного разгрома гдыньской группировки противника гвардии красноармеец И. В. Пинтелин в составе разведгруппы шёл впереди наступающих подразделений полка, непрерывно вёл разведку и не раз добывал ценные сведения о противнике. Благодаря информации, получаемой от разведчика, полк успешно решал боевые задачи, овладев при этом городами Бишофсвальде, Штегерс, Бальденберг и рядом других населённых пунктов. 3 марта во время боя за город Руммельсбург Иван Васильевич обнаружил немецкую засаду и, смело вступив в схватку с врагом, уничтожил пулемёт и трёх вражеских солдат.
От Руммельсбурга гвардейцы генерал-майора Х. А. Худалова повернули на Гдыню (Гдинген) и 11 марта овладела крупным населённым пунктом Реда, выйдя с севера к внешнему обводу немецкой обороны на подступах к городу-порту. В своих воспоминаниях Харитон Алексеевич отмечал:

Гдыня — последний крупный порт, откуда гитлеровское командование могло эвакуировать морским путём остатки воинских частей, боевую технику и гражданское население на территорию Германии. Естественно, обороне Гдыни уделялось особое внимание. Здесь был мощный укреплённый район, который, как свидетельствует в своих воспоминаниях Маршал Советского Союза К. К. Рокоссовский, обороняли в общей сложности почти два десятка вражеских дивизий. Сильнопересечённая местность с лесными массивами, искусно вписанные в неё опорные пункты с долговременными и полевыми инженерными сооружениями, с развитой системой траншей, густая сеть асфальтированных дорог и линий связи — всё это давало противнику большие преимущества. В связи с сокращением линии фронта, произошедшим в результате отступления врага, его оборона оказалась плотно насыщенной войсками и боевой техникой. В интересах сухопутных войск использовалась также береговая и корабельная артиллерия.
— Х. А. Худалов. У кромки континента.
18 марта 24-й гвардейский стрелковый полк силами 1-й стрелковой роты вёл разведку боем у пригорода Гдыни посёлка Рамель. Вместе с пехотинцами в силовой разведке участвовал и взвод пешей разведки. Неожиданно с фланга по советской пехоте открыл губительный огонь вражеский пулемёт. Рота залегла практически на открытой местности, лишённой каких-либо естественных укрытий. Нужно было спасать положение, и разведчик Пинтелин, вооружившись гранатой, пополз в ту сторону, откуда слышались звуки выстрелов. Метров за двести до цели ему удалось обнаружить пулемётное гнездо, которое немцы оборудовали под поваленным деревом. Пренебрегая смертельной опасностью, Иван Васильевич стремительным броском приблизился к цели и метким броском гранаты уничтожил огневую точку врага вместе с расчётом, чем спас жизни многих советских солдат.
Генеральный штурм Гдыни начался 23 марта 1945 года. После ожесточённых боёв утром 28 марта части 10-й гвардейской стрелковой дивизии взяли последний сильно укреплённый опорный пункт немцев Киллау и ворвались на городскую окраину. В тот же день Гдыня была освобождена, а 5 апреля были разгромлены остатки немецких войск, прижатые к Балтийскому морю к северо-востоку от города. 12 апреля командир полка представил разведчика Пинтелина к ордену Славы 1-й степени. Высокая награда была присвоена Ивану Васильевичу указом Президиума Верховного Совета СССР от 29 июня 1945 года.
В последние дни войны 10-я гвардейская стрелковая дивизия была переброшена в район населённого пункта Каммин откуда 3 мая 1945 года перешла в наступление в рамках Штеттинско-Ростокской операции Битвы за Берлин. Боевой путь И. В. Пинтелин завершил 5 мая 1945 года на острове Узедом близ военно-морской базы кригсмарине Свинемюнде.

### После войны
После окончания Великой Отечественной войны И. В. Пинтелин оставался на военной службе до марта 1946 года. Демобилизовавшись в звании гвардии старшины, Иван Васильевич вернулся в Москву. До 1982 года работал механиком в Физическом институте имени П. Н. Лебедева Академии наук СССР, затем в той же должности трудился в Институте общей физики АН СССР. С 1990 года И. В. Пинтелин на пенсии.
Умер 20 мая 2002 года. Похоронен Ваганьковское кладбище.

## Награды
- Орден Отечественной войны 1-й степени (06.04.1985)[19];
- орден Славы 1-й степени (29.06.1945)[16];
- орден Славы 2-й степени (24.11.1944)[8];
- орден Славы 3-й степени (16.10.1944)[7].
- Медали, в том числе:

медаль «В ознаменование 100-летия со дня рождения Владимира Ильича Ленина»;
медаль «За оборону Советского Заполярья»;
медаль «За победу над Германией в Великой Отечественной войне 1941-1945 гг.».
- Нагрудный знак «Отличный разведчик»[14].

## Документы
- Общедоступный электронный банк документов «Подвиг Народа в Великой Отечественной войне 1941—1945 гг.» Дата обращения: 21 ноября 2014. Архивировано из оригинала 13 марта 2012 года.

Орден Отечественной войны 1-й степени. Дата обращения: 21 ноября 2014. Архивировано 19 декабря 2014 года.
Представление к ордену Славы 1-й степени. Дата обращения: 21 ноября 2014. Архивировано 19 декабря 2014 года.
Указ Президиума Верховного Совета СССР от 26 июня 1945 года. Дата обращения: 21 ноября 2014. Архивировано 19 декабря 2014 года.
Орден Славы 2-й степени. Дата обращения: 21 ноября 2014. Архивировано 19 декабря 2014 года.
Орден Славы 3-й степени. Дата обращения: 21 ноября 2014. Архивировано 19 декабря 2014 года.